# Seznam srbskih režiserjev
Seznam srbskih režiserjev.

## A
- Andrej Aćin
- Jovan Aćin
- Zoran Amar
- Dimitar Anakiev (srbsko-slovenski)
- Radivoje "Raša" Andrić (bosansko-srbski)
- Miroslav (Mika) Antić
- Stefan Arsenijević

## B
- Marko Babac
- Vuk Babić
- Darko Bajić
- Branko Baletić
- Predrag Bambić
- Vladimir Basara
- Branislav Bastać
- Vladan Batić
- Danilo Bećković
- Radomir Belaćević
- Veljko Bikić (animator)
- Milan Bilbija
- Dragan Bjelogrlić
- Lazar Bodroža
- Dragoslav Bokan
- Ernest Bošnjak
- Nebojša Bradić (gledališki režiser, min. za kulturo)
- Timothy John Byford (angleško-srbski)
- Veljko Bulajić (črnogor. rodu)

## C
- Denis Cvitičanin

## Ć
- Zoran Čalić
- Nemanja Ćipranić

## D
- Aleksandar Davić
- Srđan Dragojević
- Ljubomir Draškić
- Boro Drašković

## Đ
- Mladomir Puriša Đorđević (1924-2022) (=Mladen Đorđević)?
- Marko Đorđević
- Milo Đukanović (režiser) (črnogor. rodu)
- Radivoje Lola Đukić

## F
- Stevan Filipović
- Mirko Fodor (animator)

## G
- Goran Gajić
- Jovan Gec
- Ognjen Glavonić
- Predrag Golubović
- Srdan Golubović

## I
- Ivan Ikić
- Branko Ivatović (snemalec)
- Dragoljub Ivkov
- Ratomir Ivković

## J
- Branimir Tori Janković
- Stole Janković
- Ljubiša Jocić?
- Vera Jocić
- Dragovan Jovanović
- Arsa Jovanović
- Soja (Sofija) Jovanović

## K
- Đorđe Kadijević
- Mirjana Karanović
- Srđan Karanović
- Branislav Kičić
- Nikola Kojo
- Srđan Koljević
- Dane Komljen (bosansko-srbski)
- Dejan Kosanović  (scenarist ...)
- (Olga Kosanović)
- Marko Kovač
- (Dušan Kovačević - dramatik, scenarist ...)
- Milan Kovačević
- Mladen Kovačević
- Dragan Kresoja
- Emir Kusturica (bosansko-srbski)

## L
- Petar Lalović
- Dušan Lazarević
- Miroslav Lekić
- Nikola Ljuca
- (Nebojša Lukić : dramatik, scenarist..)
- Darko Lungulov

## M
- Nikola Majdak (direktor fotografije, scenarist, animator..)
- Dušan Makavejev (1932-2019)
- Boris Malagurski (srbsko-kanadski)
- Aleksandar Manić
- Prvoslav Marić
- Dragan Marković (scenarist)
- Goran Marković
- Gordan Matić
- Irfan Mensur
- Branislav Mićunović (gledališki r. črnogor. rodu)
- Mihailo Mihailović - Mika Afrika (snemalec in režiser)
- Gordan Mihić (scenarist, dramatik)
- Dušan Milić (TV)
- Milorad Milinković
- Maja Miloš
- Branko Milošević
- Mata Milošević (gledališče)
- Mića (Milivoje) Milošević
- Stevan Mišković (snemalec)
- Rajko Mitić
- Žika Mitrović
- Sava Mrmak

## N
- Vojislav - Voja Nanović
- Božidar (Bata) Nikolić (snemalec-direktor fotografije)
- Dragan Nikolić (scenarist in igralec)
- Miodrag Nikolič (režiser)
- Živko Nikolić (črnogorsko-srbski)
- Wagner Novais
- Kosta Novaković (pionir srb. filma)
- Marko Novaković
- Radoš Novaković
- Slobodan Novaković
- Oleg Novković

## O
- Radenko Ostojić

## P
- Nebojša Pajkić (scenarist, režiser...)
- Goran Paskaljević
- Vladimir Paskaljević (1947-2020)
- Miodrag Paskuči
- Ljiljana Pavić (1935), scenaristka
- Siniša Pavić (Sinj, 1933–2024), jsl.-srbski scenarist
- Svetozar "Sveta" Pavlović
- Vladimir Pavlović
- Živojin "Žika" Pavlović (1933-1998)
- Vladimir Perišić
- Aleksandar Petković (direktor fotografije in režiser)
- Vladimir "Vlada" Petrić
- Aleksandar "Saša" Petrović (1927-1994)
- Luka Popadić (scenarist, TV-režiser)
- Svetislav Bata Prelić

## R
- Jug Radivojević
- Miloš - Miša Radivojević
- Goran Radovanović
- Vlastimir Radovanović
- Miloš Radović
- Nikola Rajić
- Vojislav Kokan Rakonjac (1935-69)
- Vicko Raspor
- Goran Rebić
- Petar Ristovski
- Ana Marija Rosi
- Vuk Ršumović

## S
- Ljubiša Samardžić (1936-2017)
- Aaron Sekelj
- Žorž Skrigin (Georgije Vladimirovič Skrigin) (1910-1997)
- Srđan Spasojević
- lija Stanojević - Cica
- (Slavoljub Stefanović-Ravassi)
- Lazar Stojanović (1944-2017)
- Nikola Stojanović
- Petar Stojanović (1922- )
- Uroš Stojanović (1973-2017)
- Velimir S. Stojanović
- Veljo (Velimir) Stojanović
- Uroš Stojanović (1973-2017)
- (Bojan Stupica) - gledališki
- Miroslav Subotički

## Š
- Borislav Šajtinac (animator ...)
- Radomir Šaranović - Bajo
- Branko Šegović
- Slobodan Šijan
- Krsto Škanata (Črnog.)
- Fedor Škubonja (Hrv.?)
- Zdravko Šotra

## T
- Miroslav Terzić
- Miloš Tomić
- Milica Tomović
- Mila Turajlić

## U
- Marina Uzelac

## V
- Zdravko Velimirović (črnogorsko-srb.)
- Predrag Velinović
- Károly Vicsek (Karolj Viček)
- Nemanja Vojinović
- Slavko Vorkapić
- Pavle Vučković

## Z
- Dejan Zečević
- Dragomir Zupanc

## Ž
- Stevo Žigon
- Želimir Žilnik
- Jovan Živanović
- Ivan Živković ?